# مقاطعة ميديو كامبيدانو (إيطاليا)
مقاطعة ميديو كامبيدانو (بالإيطالية: provincia del Medio Campidano). كانت مقاطعة في منطقة الحكم الذاتي لسردينيا ، إيطاليا. في عام 2015 ، بلغ عدد سكان المقاطعة 100,141 نسمة على مساحة 1,517.34 كيلومتر مربع (585.85 ميل2) ، مما يعطيها كثافة سكانية تبلغ 66 نسمة لكل كيلومتر مربع. كان لديها مدينتين رئيسيتين، فيلاسيدرو وسانلوري، ويبلغ عدد سكانها 14245 و 8543 نسمة على التوالي. تأسست في عام 2005 من قسم من مقاطعة كالياري . تضمنت 28 كومونا وكان رئيس المقاطعة فولفيو توكو.
احتوت المقاطعة على موقع أثري يدعى سو نوراكسي في باروميني (الآن تحت مقاطعة جنوب سردينيا ) ، والتي أدرجت في قائمة اليونسكو لمواقع التراث العالمي في عام 1997.
تم قمع ميديو كامبيدانو كمقاطعة من قبل مقاطعة المرسوم الإقليمي لعام 2016 في جنوب سردينيا.

## روابط خارجية
الموقع الرسمي

قالب:مقاطعة ميديو كامبيدانو